# Antonio Egas Moniz
António Caetano de Abreu Freire Egas Moniz (pron. IPA /'ɛ.gɐʃ mu.'niʃ/) (Avanca, 29 novembre 1874 – Lisbona, 13 dicembre 1955) è stato uno psichiatra, politico, letterato e neurochirurgo portoghese.
Influenzato dagli studi dello psichiatra di Basilea Johann Gottlieb Burckhardt (1836-1907) (direttore di un manicomio a Neuchâtel), nel novembre del 1935 iniziò ad operare su cervelli umani per curare le malattie mentali ideando la leucotomia prefrontale (il primo esempio di lobotomia), che venne poi modificata dai chirurghi statunitensi in lobotomia vera e propria, con la recisione di un numero maggiore di fibre nervose. Venne usata come approccio chirurgico alla cura radicale di svariati tipi di malattie mentali. Per questo lavoro, Moniz ricevette il premio Nobel per la medicina nel 1949, unitamente al neurofisiologo svizzero Walter Rudolf Hess. Dagli anni '50 in poi, la leucotomia prefrontale cadde in discredito per i gravi danni psicologici che arrecava rispetto ai pochi benefici terapeutici.

## Biografia
Moniz studiò medicina presso l'Università di Coimbra e neurochirurgia a Bordeaux e Parigi. Tornò all'ateneo di Coimbra come direttore del dipartimento di Neurologia (1902), ma presto abbandonò questa occupazione per entrare in politica come rappresentante nel parlamento portoghese (1903-1917), come ministro degli affari esteri (1918) e in seguito come ambasciatore di Spagna, sotto la Prima Repubblica del Portogallo (1918-1919). Lasciò la politica per tornare all'Università di Lisbona, dove dal 1921 al 1944 fu professore di neurologia.
Nel 1927 sviluppò la tecnica dell'angiografia cerebrale con contrasto per indagare la causa di svariati tipi di malattie nervose, come tumori e malformazioni arterovenose, venendo riconosciuto come pioniere nel suo campo; egli inoltre contribuì allo sviluppo del torotrasto, una sospensione contenente torio che fu ampiamente utilizzata in tutto il mondo negli anni trenta e quaranta come mezzo di contrasto nella diagnostica a raggi X.
Nel 1936 Egas Moniz e il suo associato Almeida Lima svilupparono per la prima volta una tecnica chirurgica per recidere le fibre nervose che connettono il talamo (collegamento al sistema limbico che arriva al cervello) con la corteccia prefrontale (attualmente noto come la struttura del cervello coinvolta nelle più alte funzioni intellettive del cervello, e persino nel comportamento/emozioni). La sua tecnica fu largamente usata in tutto il mondo nel successivo decennio e Moniz ricevette molti onori e riconoscimenti internazionali, culminanti con il premio Nobel.
La leucotomia prefrontale in seguito cadde in discredito, dopo che il suo diffuso utilizzo mostrò di aver creato molti più danni che benefici, fatto aggravato e reso irreparabile dalla natura irreversibile dell'intervento.
Uno dei problemi fu dovuto al fatto che la tecnica non era standardizzata e i risultati dipendevano moltissimo dal chirurgo che la praticava. Nel 1975 un articolo negli Archives of General Psychiatry, volume 32, pagine 1041-7, di I. C. Bernstein ed altri, riportò un elenco di studi di 43 pazienti di psichiatria sottoposti a lobotomie prefrontali tra il 1948 e il 1970.
Gli autori rilevarono che 35 erano "virtualmente liberi dai sintomi che richiesero l'intervento", 6 ebbero "qualche miglioramento" e 2 "nessun miglioramento". Commentarono: «There is general agreement that high social class is a favorable prognostic...The supportive social environment seen so often in a private patient population is, we suggest, an important factor in our relatively high rate of success as compared with series from state hospitals». Questo documento illustra le variabili che influenzarono i risultati.
Oggi i trattamenti con medicinali per malattie mentali sono le terapie scelte per questo tipo di patologia. La leucotomia viene ancora praticata con altri strumenti con buoni risultati su pazienti attentamente selezionati. Neurochirurghi in Inghilterra al Wales University Hospital di Cardiff e al Ninewells Hospital di Dundee hanno praticato rispettivamente 56 e 34 leucotomie durante l'ultima decennio.
Egas Moniz rimase paraplegico dopo aver ricevuto un colpo d'arma da fuoco nel 1949 da uno dei suoi pazienti. Morì nel 1955 a Lisbona per cause naturali.
Massone, fu membro del Grande Oriente Lusitano.
La casa nella quale Moniz nacque diventò un museo, dove è possibile ammirare la sua collezione d'arte; si trova ad Avanca, località di Estarreja, nel nord del Portogallo.

## Abbandono della lobotomia
A proposito di lobotomia è stato scritto che «questo tipo di intervento (...), praticato in alcuni paesi fino agli anni Settanta, è stato abbandonato perché basato su presupposti, non dimostrati, di una base anatomica della schizofrenia e per l'irreversibilità delle lesioni». In ogni caso Egas Moniz, è stato scritto su Fogli d'Informazione, la rivista militante collegata a Psichiatria Democratica, è «raffigurato come grande scienziato in un affresco nell'atrio dell'Università di Lisbona» e la leucotomia «non fu mai ufficialmente abolita».